# Núvol
|  | Per a altres significats, vegeu «Núvol (desambiguació)». |

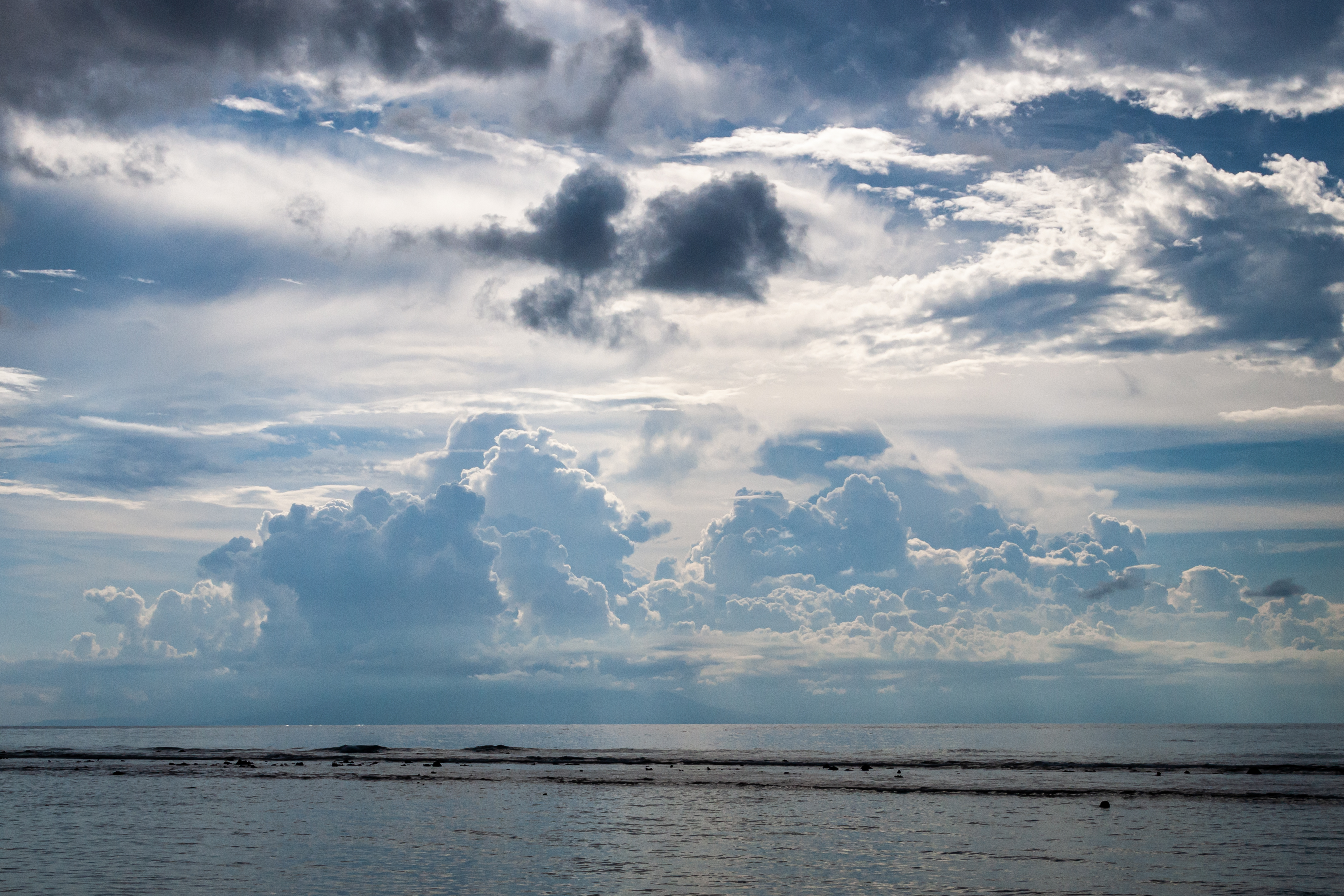
Un núvol

En la meteorologia, un núvol (var. nugul, nigul) o broma és un conjunt de gotes d'aigua o cristalls de gel o tots dos alhora a l'atmosfera, sobre de la superfície terrestre. Es distingeix de la boira pel fet que no té contacte amb el terra.
Les gotes d'aigua dels núvols tenen una mida molt més petita que les gotes de pluja, fet que permet que romanguin en suspensió a l'atmosfera, amb diàmetres que oscil·len entre 0,001 i 0,1 mil·límetres, segons el tipus de núvol. Als núvols, cada metre cúbic d'aire pot contenir uns 100 milions de gotes. És habitual que les gotes es puguin mantenir en estat líquid a temperatures àmpliament inferiors al punt de congelació, de fins -30 °C. En aquest cas, s'anomenen gotes superrefredades, els núvols en nivells més alts i extremadament freds de l'atmosfera estan formats de cristalls de gel, que poden ser d'una mida d'una desena part del mil·límetre.
Els núvols densos i gruixuts tenen una reflectivitat del 70% al 95% a través de tot el rang de la llum visible: conseqüentment, es veuen de color blanc, almenys des del seu cim. Les gotes del núvol dispersen la llum eficientment, de manera que la intensitat de la radiació solar disminueix amb la profunditat dins del núvol; per aquest motiu, de vegades els núvols presenten un color gris, o fins i tot més fosc, en la seva base. Els núvols prims poden aparèixer amb els colors presents al seu voltant o al fons, i els núvols il·luminats per llum diferent de la blanca, tal com succeeix durant la sortida o la posta de sol, poden estar acolorits corresponentment. En el rang de l'infraroig proper, els núvols poden aparèixer més foscos perquè l'aigua que constitueix les gotes del núvol absorbeix fortament la radiació solar a aquestes longituds d'ona.

## Formació dels núvols
La formació dels núvols es deu a la condensació i/o sublimació del vapor d'aigua en forma d'aigua líquida, cristalls de gel i vapor d'aigua sobre petites partícules sòlides, conegudes com a nuclis de condensació o sublimació, respectivament. Aquestes partícules, o aerosols, sempre són presents a l'atmosfera.
Els núvols es formen quan el vapor d'aigua invisible de l'atmosfera es condensa en gotetes d'aigua visibles o en cristalls de gel. Perquè això succeeixi, la parcel·la d'aire ha d'estar saturada (no pot contenir més aigua en estat gasós) i llavors comença a condensar-se en estat líquid o sòlid.

### Saturació d'humitat en l'aire
Hi ha diversos camins per assolir la saturació:
1. L'aire és refredat per sota del seu punt de saturació. Això succeeix quan l'aire entra en contacte amb una superfície freda o una superfície que s'està refredant per radiació, o bé quan l'aire és refredat mitjançant una expansió adiabàtica (ascens d'aire). Aquest fet es pot donar en les situacions següents: 
  - Al llarg de fronts freds o càlids (ascens frontal)
  - Quan l'aire puja per un vessant de la muntanya i es refreda (ascens orogràfic)
  - Per la convecció causada per l'escalfament d'una superfície per insolació (escalfament diürn)
  - Quan bufa aire calent sobre una superfície més freda, com una porció d'aigua freda.
2. Els núvols es poden formar quan dues masses d'aire per sota del punt de saturació es barregen. Alguns exemples són: la nostra respiració en un dia fred, les esteles de condensació dels avions o el mar fumejant.
3. L'aire es troba a la mateixa temperatura però absorbeix més vapor d'aigua fins que assoleix el punt de saturació.

### Condensació del vapor a la barreja de vapor d'aigua i aire
La majoria de gotes d'aigua es formen quan el vapor es condensa al voltant d'un nucli de condensació, una minúscula partícula de fum, pols, cendra o sal. En condicions de supersaturació, les mateixes gotes d'aigua poden actuar com a nuclis de condensació.
Les gotes d'aigua prou grosses per caure a terra són produïdes de dues maneres. La més important implica el procés de Bergheron, mitjançant el qual l'aigua superrefredada i els cristalls de gel en un núvol interaccionen per produir un creixement ràpid dels cristalls de gel, que després precipiten del núvol i es fonen mentre cauen. Aquest procés típicament té lloc en núvols amb cims amb temperatures per sota dels -15 °C.
El segon procés més important és la 'coalescència': col·lisió i captura cap avall de gotes d'aigua, que té lloc en núvols amb temperatures més elevades, i que dona lloc a la formació de gotes cada vegada més grans, que arriben a tenir un pes suficient per superar els corrents d'aire ascendents i caure com a pluja.
La forma dels núvols depèn, sobretot, de la intensitat del corrent d'aire ascendent i en l'estabilitat atmosfèrica. En condicions d'inestabilitat domina la convecció, i es produeixen núvols desenvolupats verticalment. En condicions d'estabilitat es formen núvols horitzontalment homogenis.

## Tipus i classificació dels núvols
Els núvols es poden classificar en funció de la seva altitud o composició. De totes maneres, la classificació més coneguda i adoptada per l'Organització Meteorològica Mundial, (OMM) és la que establí Luke Howard el 1803, tenint en compte la seva aparença i mecanismes de formació, és a dir, a les seves característiques físiques i visuals, i vé recollida en el treball International Cloud Atlas. Els noms científics dels núvols són en llatí, i n'existeixen tres gèneres fonamentals: Núvols alts, núvols mitjans i núvols baixos.
La classificació de Howard dona noms als núvols utilitzant arrels i prefixos del llatí, i en distingeix deu gèneres, que són els cirrus, cirrocúmulus, cirrostratus, altocúmulus, altostratus, nimbostratus, estratocúmulus, stratus, cúmulus i cumulonimbe.
Segons la versió en castellà de 1993 de l'Atlas Internacional de Núvols de l'Organització Meteorològica Mundial, un núvol determinat només pot pertànyer a un d'aquests 10 gèneres. Cada gènere es divideix en espècies d'acord amb peculiaritats de la seva forma i estructura interna. La disposició dels elements macroscòpics i el grau de transparència determinen les varietats; una varietat pot ser comú a vàrios gèneres. Per a complementar la descripció d'un núvol, la OMM també defineix una sèrie de trets suplemetaris i núvols accessoris.

### Núvols alts
Situats a més de 7 km d'altura:

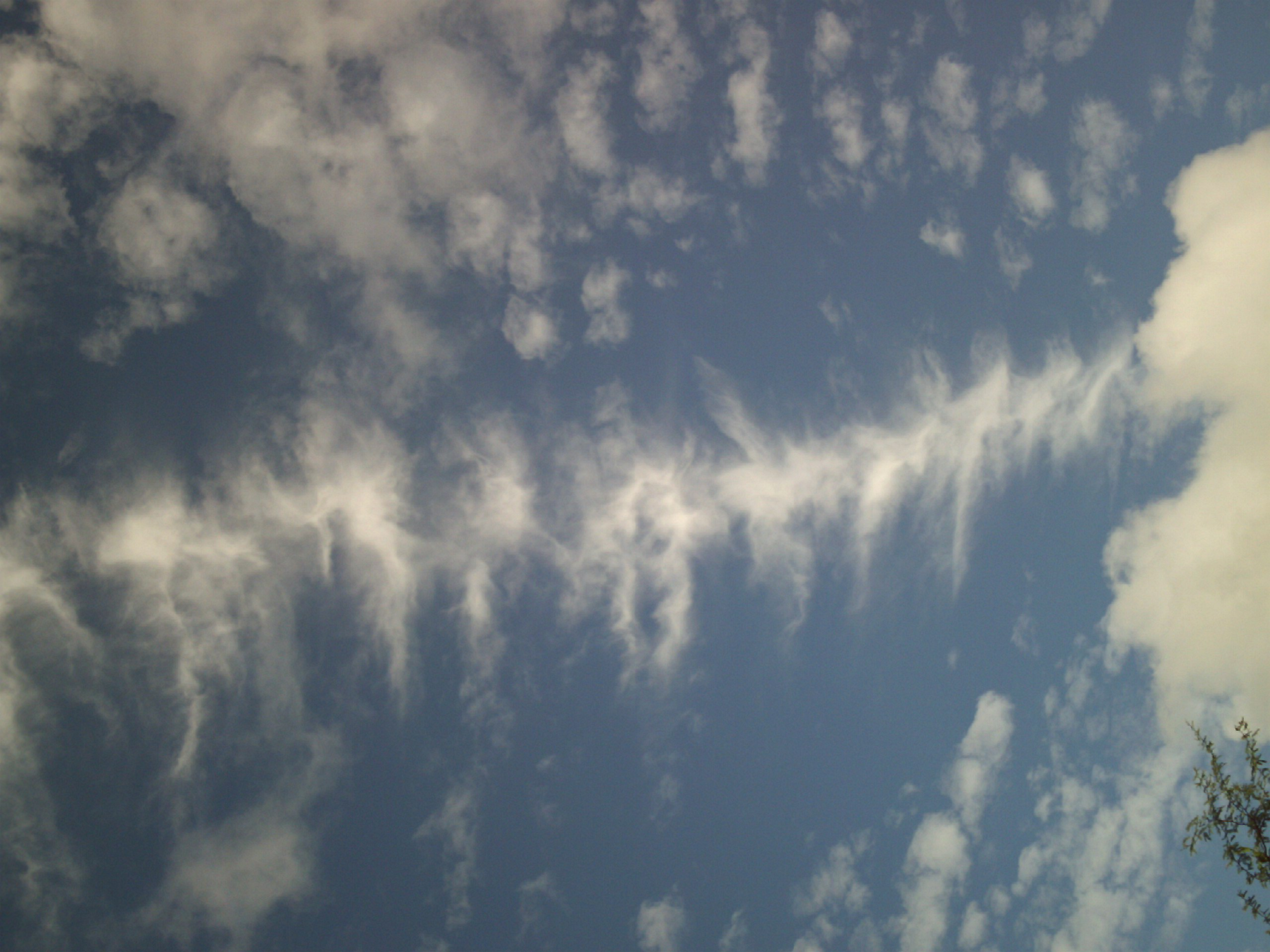
Cirrus

- Cirrus (Ci), compost de cristalls de gel i que es caracteritza per bandes primes i fines. A vegades aquests núvols "de flocs" són tan extenses que virtualment resulten indistingibles una de les altres, formant una fulla o vel anomenat cirrostratus. Algunes vegades la convecció a altes altituds produeixen una altra forma de cirrus, anomenades Cirrocúmulus. Molts cirrus produeixen filaments com brins de cabell fets de cristalls de gel més pesants que precipiten. Aquestes "ratlles d'estiu", una forma de virga, indiquen la diferència en el moviment de l'aire (vent tallant) entre la part superior del cirrus i l'aire sota. De vegades els límits d'aquests cirrus es mouen ràpidament per sobre d'una capa d'aire, o aquestes "ratlles" es trenquen dins d'una capa més baixa i més ràpida. Les direccions d'aquests vents poden també variar. Els cirrus normalment apareixen a altituds compreses entre els 8 i els 12 km, apareixent nítidament quan falten els vents tallants, donant als núvols l'aparença d'una "coma" "," (cirrus uncinus), o d'entortolligades, indicació de turbulència d'alt nivell. Els cristalls de gel que cauen s'evaporen abans d'arribar a terra. Els cirrus contribueixen tant a atrapar la calor emesa per la Terra cap a l'espai com a reflectir la llum del Sol, en conseqüència no està ben determinat si l'efecte net dels cirrus és d'escalfament o de refredament de la Terra. Moltes de les dificultats tecnològiques per dilucidar aquest fenomen, és en el modelat de l'albedo de núvols de diferents mides i formes dels cristalls. Vells models tendien a subestimar l'albedo dels cirrus. La millora d'aquests models milloraran les prediccions climàtiques. La presència de molts núvols cirrus al cel pot ser signe d'un sistema frontal o que una pertorbació de les capes altes s'aproxima. Els cirrus poden ser també romanent d'una tempesta. Grans capes de cirrus i cirrostratus típicament acompanyen els fluxos en alta altitud d'huracans i tifons. En presència de cirrus els avions solen desenvolupar esteles persistents o també anomenades contrails. Això fa que les esteles dels avions siguin un important element a tenir en compte en el canvi del temps.

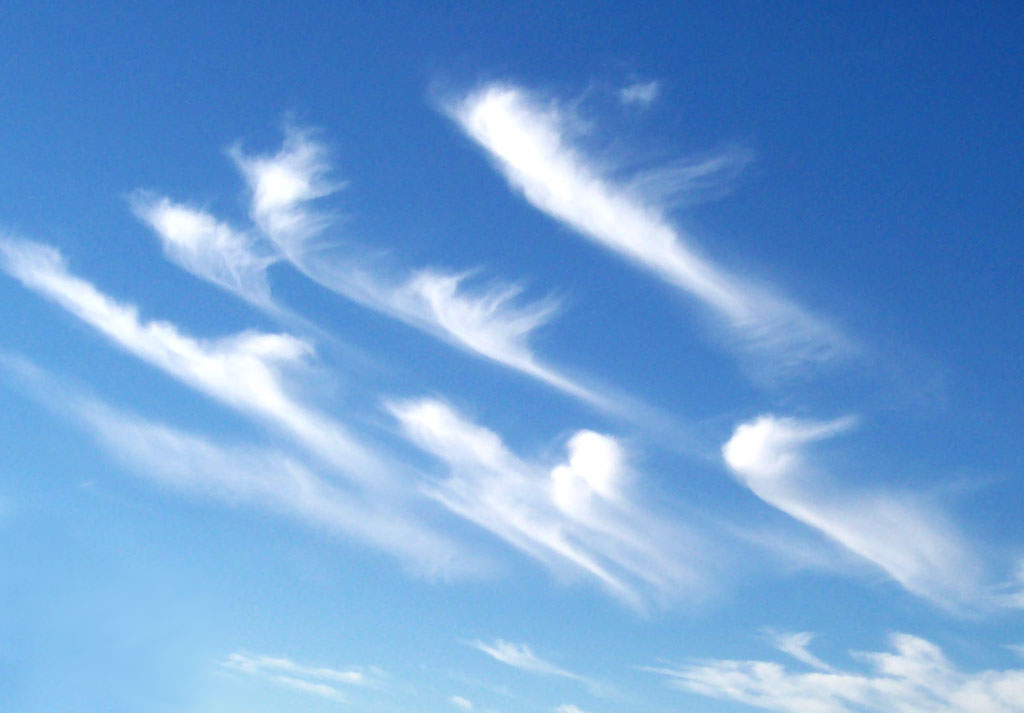
Núvols cirrus uncinus

- Cirrus uncinus el seu nom deriva del llatí i significa brins de cabell arrissats Aquests núvols estan generalment separats en el cel i són molt prims. Es presenten a alçades molt altes, amb temperatures de prop de -40 a -50 °C. Generalment es veuen quan s'aproximen fronts càlids o ocloit. Estan a la troposfera, i significa que una precipitació atmosfèrica, normalment pluja, s'aproxima.
- Cirrostratus (Cs), solen presentar-se com una espècie de vels blanquinosos fibrosos, de vegades cobrint tot el cel i d'altres només en part. Són núvols molt alts: de 6 a 12 km d'alçada. Els Cirrostratus anuncien pluges que solen aparèixer al voltant de 12 hores després de la seva presència.
- Cirrocúmulus (Cc), es formen a partir de cirrus o Cirrostratus quan aquestes són escalfades suaument des de baix. Aquest procés d'escalfament fa que l'aire s'elevi i es fiqui dins del núvol. Aquesta és la raó per la qual el Cirrocúmulus es troba associat gairebé sempre amb cirrus i al cirrostratus. Si aquest no és el cas, el núvol és llavors un altocúmul. Els cirrocúmuls i els altocúmuls de vegades llueixen idèntics, però, a diferència dels altocúmuls, els cirrocúmuls són més alts i no produeixen ombra. Els cirrocúmuls poden mostrar belles corones i iridescència, especialment si apareixen per sota d'estructures cirriformes lacunosus. El núvol està conformat per petites àrees blanques i primes, les quals estan compostes per grans o ones molt petites. Com tots els núvols d'alt nivell, els cirrocúmuls estan compostos per cristalls de gel. Aquests cristalls es poden evaporar, apareixent espais entre els núvols. La mateixa presenta generalment dos sistemes d'ondulació i marges fibrosos.

### Núvols mitjans
Situats de 2 km a 7 km d'alçada:

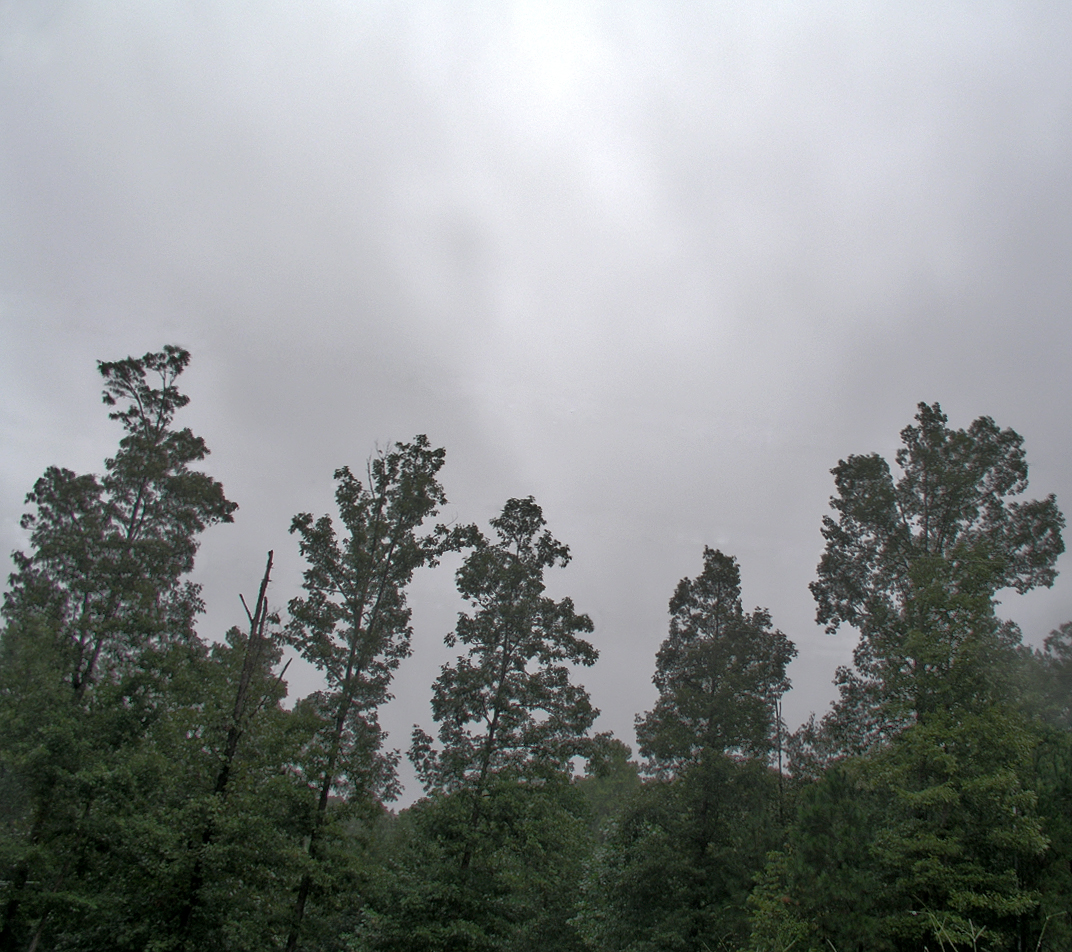
Altostratus

- Altostratus (As), caracteritzats per estar formats per grans làmines, uniformement grisoses, però d'un to més clar que el dels nimbostratus i més fosc que el dels cirrostratus.
- Altocúmulus (Ac), que es caracteritza per masses globulars o enrotllaments en capes o pegats, els elements individuals són més llargs i foscs que els cirrocúmulus i més petits que els estratocúmulus.
- Nimbostratus (Ns) formats per capes uniformes, generalment de color gris fosc, aquest tipus de núvols no sempre es presenta a la mateixa altura, d'aquí al fet que no es pugui considerar núvol de tipus baix o mitjà, però la seva base solen estar al voltant dels 2000 metres. Els Nimbostratus oculten completament la llum solar i precipiten. Aquestes precipitacions solen ser contínues i no molt intenses, a diferència de núvols de tipus convectiu.

### Núvols baixos

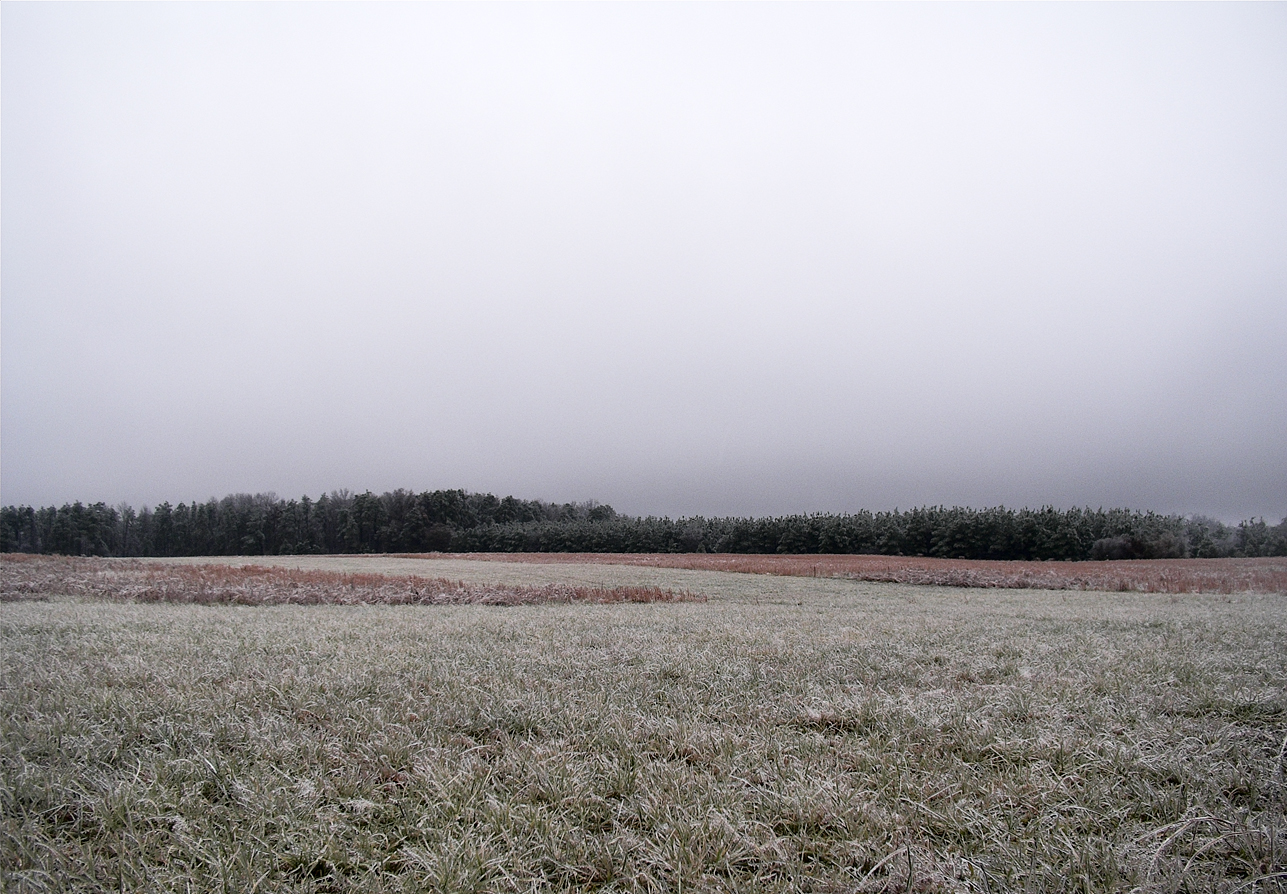
Estratus

Els núvols baixos estan situats entre la superfície i 2 km d'altitud.
- Estratus (St), format per capes horitzontals amb una base uniforme, en oposició als "núvols convectius", que són tan alts com amples. Les formacions d'estratus venen acompanyades de precipitacions amb els nimbostratus. Aquestes formacions a les altituds d'estratus inclouen els altostratus i els cirrostratus.
- Cúmulus (Cu), s'assembla a una massa feta de cotó fluix, amb túmuls i/o torres, de base aplanada i amb una part superior semblant a la d'una coliflor. Es forma a la troposfera a una altitud més baixa que l'altocúmulus; normalment per sota dels 2,5 km.
  - Cúmulus castellanus (Cu cas), es distingeix pel fet que desplega múltiples torres cap al seu límit, indicant significatius moviments verticals d'aire. Se'ls anomena així a causa de la seva semblança amb el "merlet" dels castells medievals. Els núvols Cúmulus castellanus s'associen amb la formació de cúmulus torres, o núvols cumulonimbe, i poden ser un indicador de mal temps. Els núvols Castellanus són evidència d'inestabilitat de mitjana atmosfera dins la troposfera, i preanunci de mal temps, si els corrents de convecció poden connectar amb capes inestables a la troposfera, i el continu desenvolupament de núvols castellanus poden produir núvols cumulonimbe i tempestes.
  - Cumulus congestus (Cu co), característics de les àrees inestables de l'atmosfera que generen convecció. No tenen formes punxegudes i es desenvolupen verticalment. Poden ser més alts que amples, perquè són generats per corrents ascendents, arribant a fer, d'extrem a extrem, fins a uns 5 km de gruix.
  - Cúmulus fractus (Cu fr) són núvols petits i fragmentaris, que usualment es troben sota un ambient ennuvolat, formant o havent format part de núvols més grans, i generalment tallats per forts vents. Els fractus tenen patrons irregulars, aparentant ser peces de cotó, canviant constantment, sovint formant-se i dissipant-se ràpidament. No tenen definida la seva base nuvolosa. De vegades són persistents i es formen molt a prop de la superfície. Classes comunes són els cúmulus fragmentats sota un port (Scud) i "núvols marques". En les tempestes elèctriques, els núvols fractus es formen freqüentment en l'àrea ascendent on l'aire ha estat refredat per la precipitació del corrent descendent, d'aquesta manera la condensació es produeix sota de la coberta de núvols ambientals. Si les fractus estan pujant i movent-se cap al corrent d'aire vertical, de vegades marcat per una base lliure de pluges, (RFB) o paret nuvolosa, llavors la tempesta elèctrica està encara en procés de creixement. Els núvols fractus són comuns i normalment insignificants, però, els núvols fractus precedeixen els núvols paret, que sovint es formen amb núvols fractus ascendents. A més de formar-se en entrada, les fractus també es formen en sortida. És molt comú a la vora davantera d'una tempesta quan aire calent i humit s'aixeca per la ràfega davant.
  - Cumulus humilis (Cu hum) Estan formats davant l'ascens d'aire calent, escalfat des del sòl, pel sol. Tenen una profunditat limitada (tècnicament mai mostra desenvolupament vertical). Això indica que la temperatura dalt de l'atmosfera no permet generar gotes d'aigua. De vegades els Cumulus humilis poden estar acompanyats per altres tipus de núvols, i quan apareixen indiquen bon temps en les pròximes hores.
  - Cumulus mediocris (Cu med) aquest tipus de núvols no produeixen pluges
- Estratocúmulus (Sc) és un núvol gran, fosc, de masses arrodonides, en grups, alineats, o en ones, els elements individuals són més grans que els d'Altocúmulus, i es presenten a més baixes altituds, per sota de 2,4 km. Es creen febles corrents convectives generant difuses capes de dèbils núvols, a causa de l'aire més sec i estable que està per sobre, i impedint el seu desenvolupament vertical. Generalment els estratocúmulus no aporten precipitació o només plugims, o neu. Són similars en aparença als altocúmulus i solen confondre's. Una simple prova els distingeix en comparar la mida de les masses individuals o rotlles: apuntant l'índex la direcció del núvol, si és com la mida del polze, és un Altocúmulus, si és com tota la mà, és un estratocúmuls.
- Cumulonimbe (Cb) són núvols de gran desenvolupament vertical, compostos de gotes d'aigua als nivells més baixos i cristalls de gel. Es tracta de l'estadi més desenvolupat dels núvols cumuliformes, i es distingeix del Cúmulus congestus perquè el seu cim conté cristalls de gel. La seva base sol trobar-se a menys de 2 km d'altura mentre que el cim pot arribar a uns 15 a 20 km d'altitud. Aquests núvols poden produir pluges intenses o calamarsa, a més de tempestes elèctriques, especialment quan ja estan plenament desenvolupats.

### Núvols orogràfics

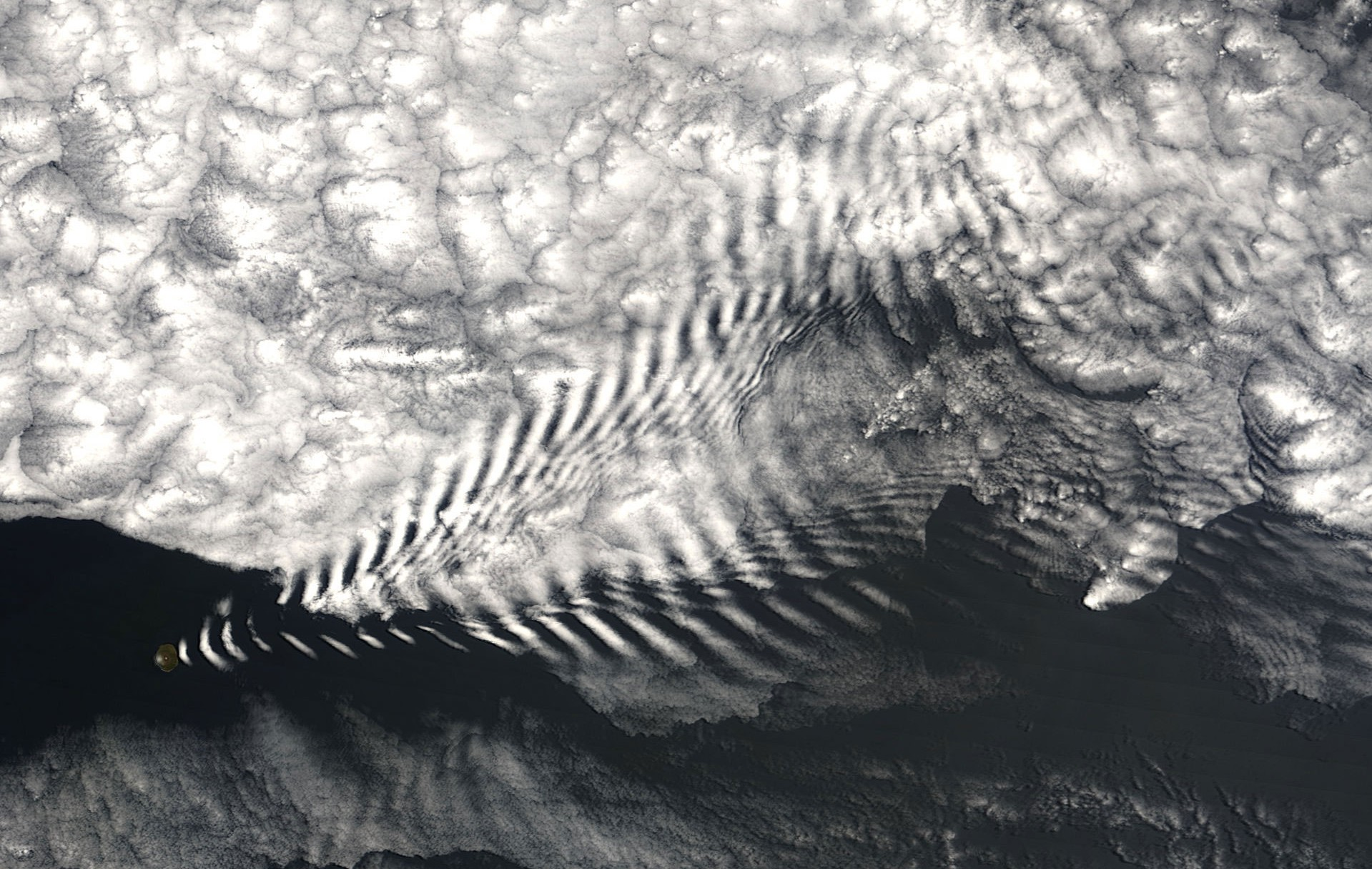
Patró d'ones de núvols, formant-se en Île Amsterdam, llunyà sud-est de l'oceà Índic a causa de l'ascens orogràfic de masses d'aire de les illes, produint bandes alternades d'humitat condensada Vs. invisibles, baixant de l'illa amb l'aire humit movent en ones verticals mentre la humitat condensa i evapora successivament

Els núvols orogràfics ocorren quan una massa d'aire és forçada des d'una zona baixa cap a una altra elevació més alta. Mentre la massa d'aire ascendeix s'expandeix i refreda adiabàticament. Aquest aire refredat no admet el mateix vapor d'aigua que admetria a temperatures més elevades i arriba a la saturació, creant núvols.
- Núvols lenticulars de forma lenticular, com ho indica el seu nom, o de plat o de lent convergent. Aquests núvols són estacionaris i es formen a grans altituds en zones muntanyoses i aïllades d'altres núvols. Poden presentar aquesta forma núvols com els Cirrocúmulus, Altocúmulus (altocúmulus lenticularis) i estratocúmulus. Entre els muntanyencs aquests núvols són considerats com a presagi de forts vents als cims. Els pilots de planadors contínuament busquen aquest tipus de núvols perquè el sistema atmosfèric que les forma involucra grans moviments verticals d'aire, i el lloc precís on es troba l'aire ascendent és molt fàcil de predir observant l'orientació del núvol. El rècord mundial de vol a vela de distància: 3.000 km, i d'altitud: 14.938 m, es van obtenir amb aquest tipus de núvols. Els pilots d'aerolínia les eviten a causa de la turbulència creada en els sistemes de rotor.
- Núvols de Banner quan hi ha un fort vent, es forma a sotavent dels vessants superiors de les muntanyes aïllades, costeruts. Aquest núvol és similar a la condensació de les aigües enfront de les puntes de les ales dels avions d'alt rendiment que operen en condicions d'humitat, és creat pels vòrtexs i edificant locals en l'aire causades per l'aixecament orogràfic com el vent passa a la muntanya. La més famosa formació d'aquests núvols sol ser de forma rutinària al cim del Cervino.

### Nousnúvols
Durant el Dia Mundial de la Meteorologia, l'Organització Meteorològica Mundial (OMM) publica, en format numèric, l'actualització de l'Atles Internacional de Núvols. Aquest document és una referència mundial per a l'observació i la identificació dels núvols. Aquest atles es nodreix de centenars d'imatges, enviades per meteoròlegs, fotògrafs i amants dels núvols de tot el món, segons relata l'organització en un comunicat.

#### Volutus i flumen
Els núvols incideixen sobre les condicions meteorològiques, el sistema climàtic i el cicle de l'aigua. En aquesta actualització, l'atles inclou una nova espècie: les volutus. Aquests són núvols enrotllats, masses ennuvolades d'escassa altura en forma de tub que semblen enrotllar-se sobre un eix horitzontal.
En aquesta ocasió, l'organització de les Nacions Unides ha inclòs, a més, el núvol flumen, un nou núvol accessori, una formació especial de vegades considerada com un gènere per se. Aquest núvol és més conegut com a "cua de castor" i s'associa a les tempestes de forta intensitat que creen supercèl·lules.
A part d'aquests tipus, l'atles també descriu cinc nous trets complementaris: asperitas, cavum (amb un forat), cauda (o núvol de cua), fluctus i murus (o núvol de mur).
El més conegut d'aquests trets és lasperitas, que en llatí significa aspror. Aquestes formacions de núvols semblen la superfície rugosa de la mar vista de baix estant, segons l'organització.
Aquest tret arriba a l'atles gràcies a l'associació britànica Cloud Appreciation Society, que promou l'observació dels núvols.

#### Núvols d'origen humà
L'Atles internacional de Núvols també reconeix cinc nous "núvols especials": cataractagenitus, flammagenitus, homogenitus, silvagenitus i homomutatus.
El sufix "genitus" indica que hi ha factors localitzats que participen en la formació o el creixement de núvols mentre que "mutatus" s'afegeix quan aquests factors fan que el núvol muti a una altra forma.
Aquests nous núvols s'originen en les grans cascades, per raó de la calor localitzada dels incendis forestals, xemeneies industrials, com per exemple les de centrals nuclears, la saturació de l'aire per sobre dels boscos i l'ésser humà. Per exemple, el més recognoscible de l'espècie "homogenitus" són els contrails, solcs de condensació produïts pels gasos d'escapament dels motors de les aeronaus.

## Formació dels núvols

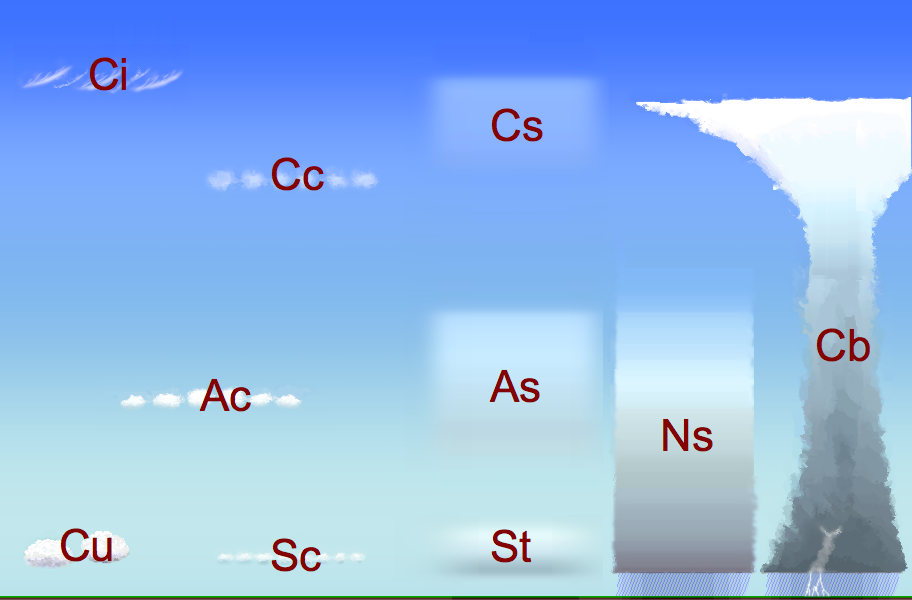
Classificació de núvols per altitud

Algunes masses d'aire que componen l'atmosfera terrestre porten entre els seus components significatives quantitats d'aigua que van obtenir a partir de l'evaporació de l'aigua de mar, rius, llacs, plantes i de la terra humida. Ajuntant-se així amb partícules de pols o cendres que hi ha a l'aire (nuclis de condensació).
Aquestes masses d'aire càlid i humit tendeixen a elevar-se quan es topen amb una altra massa d'aire fred i sec. Les masses d'aire no es barregen entre si quan xoquen, estan ben delimitades i tendeixen a desplaçar-se cap a zones de menor pressió atmosfèrica. En elevar les masses d'aire calent s'expandeixen al trobar menor pressió a les altures, d'acord amb la llei dels gasos ideals, disminueix també la seva temperatura. Això causa que l'aigua que contenen aquestes masses d'aire es condensi formant núvols.
Quan la massa d'aire càlid i humit és forçada a pujar molt alt a la troposfera es refreda de tal manera que es formen núvols de cristalls de gel, anomenats cirrus, cirrostratus o cirrocúmulus. A menor altitud es formen els núvols de gotes d'aigua, com són els altostratus, altocúmulus que generalment acompanyen els fronts càlids, igual que els estratus de menor altitud.
Els cúmulus, en canvi, acompanyen els fronts freds. Aquests núvols tendeixen a créixer de forma vertical fins a arribar a formar masses d'alçada coneguts com a cumulonimbe. Aquests núvols de tempesta amaguen al seu interior un sistema de remolins, ascendents a l'interior, i descendents a l'exterior. Si es donen les condicions adequades, aquests remolins poden arribar fins a terra en forma de tornados.
L'electricitat estàtica generada pel moviment d'aquests remolins dins d'aquests núvols és una possible causa de les tronades.
En planetes diferents de la Terra els núvols poden estar compostos d'altre material.
Els núvols de Venus estan fets de gotes d'àcid sulfúric. Mart posseeix núvols d'aigua i de diòxid de carboni. Tità està coberta d'una densa boira d'hidrocarburs la qual oculta núvols de metà. Els planetes gegants Júpiter i Saturn tenen núvols superiors d'amoníac i posseeixen núvols intermedis de hidrosulfur d'amoni i núvols profunds d'aigua. Urà i Neptú posseeixen possiblement núvols profunds anàlogues a les jovianas i posseeixen núvols superiors de metà.

## Cel ennuvolat
Hi ha una escala per mesurar el grau de visibilitat del cel segons la quantitat de núvols que s'acumula en una zona, la qual té per unitat de mesura l'octa:
- 0 = no es veuen núvols
- 1 = algun núvol dispers
- 2 = pocs núvols i esfilagarsats
- 3 = pocs núvols però amb tendència a acumular-se
- 4 = mig cel tapat
- 5 = bastants núvols
- 6 = pràcticament tot el cel cobert
- 7 = alguna clariana petita
- 8 = cap clariana
- 9 = cel invisible, boira abundant

## Colors
El color d'un núvol, vist des de la terra, ens diu molt sobre el que està passant dins del núvol. El núvol és compost per petites partícules d'aigua líquida o cristalls de gel que formen un conjunt força dens, tant que la llum del sol és reflectida cap a fora, donant als núvols el seu color blanc característic. Quant un núvol madura, les gotes poden combinar-se per produir gotes més grans, que poden tornar-se a combinar fins a formar gotes prou grans per caure en forma de pluja. Mitjançant aquest procés d'acumulació, l'espai entre les gotes es fa cada vegada més gran, permetent que la llum penetri més en l'interior del núvol. Quan el núvol és prou gran i hi ha prou espai entre les gotes, un percentatge de la llum que entra en el núvol no es reflecteix, sinó que s'absorbeix. Aquest procés de reflexió / absorció és el que fa que la gamma de colors dels núvols oscil·li entre el blanc i el gris fosc, apareixent diferents graus de tons grisos, depenent de la quantitat de llum reflectida o absorbida.
Així mateix també es donen altres tonalitats de colors: tons blavosos-grisencs són fruit de la dispersió de la llum dins del núvol. En l'espectre visible, blau i verd es troben a l'extrem curt de longituds d'ona de llum visible, mentre que vermell i groc es troben a l'extrem llarg.
Es produeix un to verdós quan la llum solar és dispersada pel gel contingut en el núvol. Un núvol cumulonimbe verd és un senyal que indica imminents pluges fortes, calamarsa, vents forts i possibles tornados.
Tot i que són poc corrents també trobem núvols de colors groguencs; aquestes tonalitats se solen donar a causa de partícules de fum que són arrossegades pels núvols, solen donar-se en temporades d'incendis forestals.
Les tonalitats vermelles, taronges i rosades es produeixen gairebé completament a la sortida o a la posta del sol i són el resultat de la dispersió de la llum solar per part de l'atmosfera. Els núvols reflecteixen els raigs del sol, en un efecte que és molt similar al d'il·luminar un llençol blanc amb una llum vermella.

## Vida als núvols
Els núvols no són més que petites gotes o petits cristalls de gel, massa lleugers encara per caure en forma de pluja o neu. Primerament l'aigua s'evapora dels mars en forma d'humitat que va ascendint amb l'aire calent. A mesura que puja, la temperatura disminueix i les molècules d'aigua comencen a condensar. Però per fer-ho, necessiten un punt inicial on començar a unir-se. És el que s'anomena nucli de condensació. Dits nuclis de condensació solen ser formats per partícules en suspensió (sals, pols, etc.). Segons com siguin els nuclis de condensació, les gotes o els cristalls de gel es formaran d'una manera o altra i el destí final del núvol pot ser diferent.
Sobre unes anàlisis fetes a diferents cristalls recollits dels núvols la meitat dels nuclis de condensació recollits van ser partícules de pols, restes de terra portada pel vent. Però un terç va ser material biològic bacteris, espores, virus.
Part de les mostres que es van analitzar al cel de l'estat de Wyoming (Estats Units) contenien restes minerals provinents de l'Àsia.

## En altres planetes
Dins del nostre sistema solar, qualsevol planeta o lluna amb atmosfera també té núvols. Els núvols de Venus estan formats per gotes d'àcid sulfúric. Mart té núvols alts prims d'aigua gelada. Tant Júpiter com Saturn tenen una capa exterior composta per núvols d'amoníac, una capa intermèdia de núvols de hidrosulfur d'amoníac, i una capa interior de núvols d'aigua.Urà i Neptú tenen atmosferes ennuvolades on predomina el gas metà.
La lluna de Saturn Tità té núvols que es creu que es componen en gran part per gotes de metà líquid. La sonda espacial Cassini-Huygens evidencià l'existència de fluids a Tità amb llacs prop dels pols i canals fluvials a la superfície de la lluna.

## Observació dels núvols
Les condicions específiques d'observació necessàries per a la definició dels núvols són aquestes:
- Que l'observador sigui en la superfície de la Terra o de la mar
- L'aire és clar i no hi ha fenòmens com boira, boirina, pols, fum, etc.
- El Sol està prou alt per a fornir una bona llum i una bona color.
- Els núvols han d'estar per sobre de l'horitzó.

Els passos a seguir per a observar els núvols són:
- Estimar o mesurar la quantitat total de núvols.
- Identificar per gènere, espècie, varietat, tret complementari, núvols accessoris, núvols mare i qualsevol altre aspecte associat amb el núvol.
- Calcular o mesurar l'altura del núvol.
- Estimar la direcció del seu moviment.

## Els núvols a la cultura

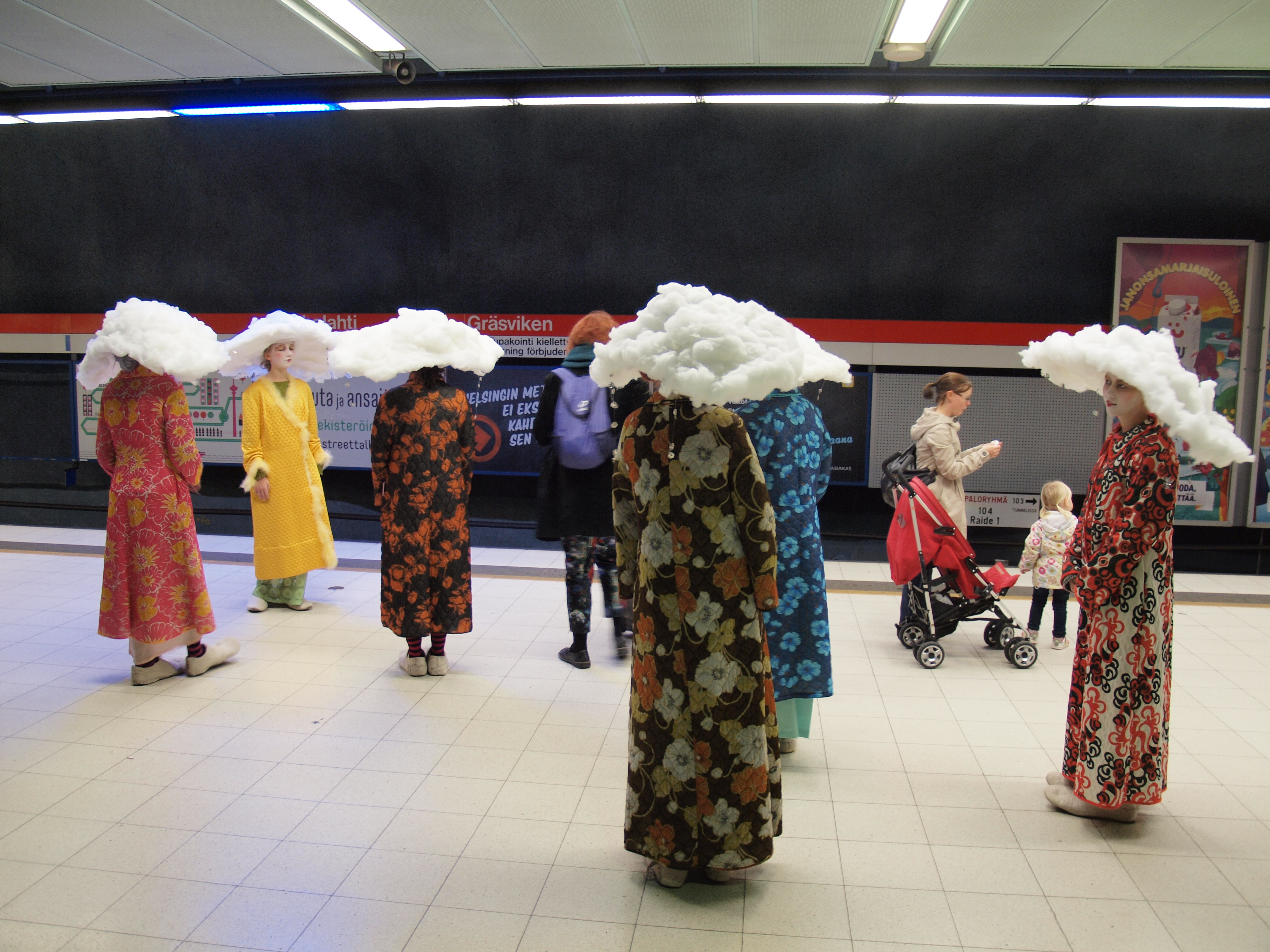
Performance usant barrets que imiten núvols, any 2014

El núvol es va creure durant molt de temps l'hàbitat dels déus encarregats del cel o del clima, especialment les divinitats encarregades dels llamps o del vent, com el Tessub hurrita, Zeus, els anemoi dependents d'Èol (fill d'Hípotes) o Vayu, del panteó hindú. Posteriorment es va representar aquesta força com una cara que emergia entre els núvols, bufant (a l'art a vegades apareix com un querubí). Per als xinesos hi ha uns núvols sagrats que sorgeixen com a manifestació de la unió dels elements masculí i femení al cel, una altra prova de l'harmonia del cosmos.
Malgrat ser formats de vapor, en la imaginació popular són sòlids i com a tal poden ser vehicle d'àngels i éssers sobrenaturals, així en pintura es representa sovint déus o els seus enviats muntats o navegant sobre els núvols. També Son Goku de Bola de Drac es desplaça de vegades a sobre d'un núvol.

### Noms populars

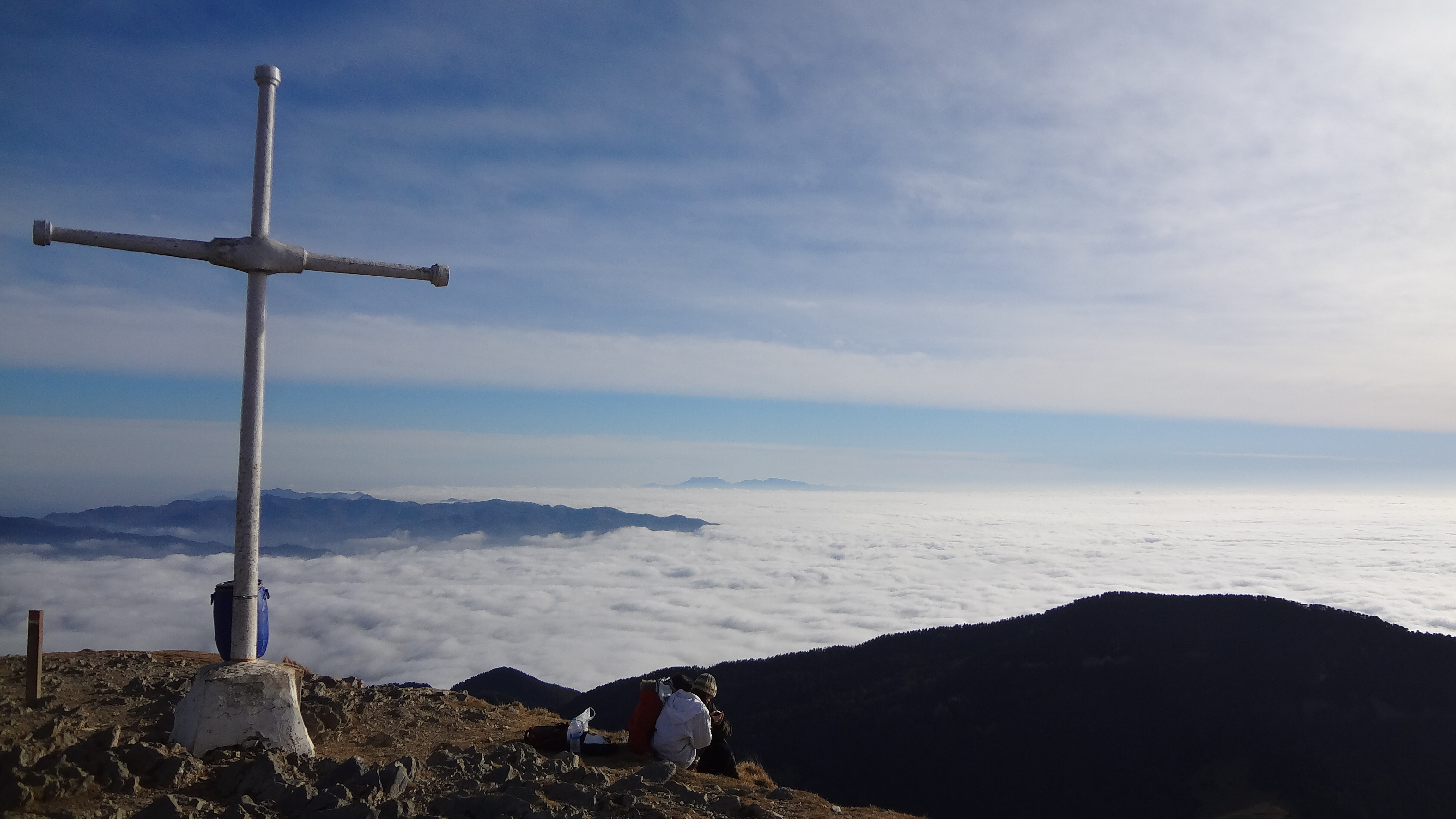
"Mar de núvols" al Ripollès

- Bandera: Núvol que es forma a sotavent muntanyes molt altes en dies de vent fort. Sembla produït per un fenomen de depressió baromètrica local i pel refredament subsegüent.[11]
- Barda: Núvol, que igual que l'anterior es forma a sotavent, és ajagut al llarg de la carena d'una serralada. Sol ésser el límit final d'una zona de nebulositat orogràfica.[12]
- Basseta: Es diu dels núvols petits, rodons i blanquinosos. Es creu que assenyalen pluja.[13]
- Cabasset: Es diu dels núvols distribuïts en petites capes blanques.[14]
- Cabreta: Es diu del núvol petit que fa estol[15]
- Cap de núvol: Es diu del núvol fragmentat que provoca una pluja curta o gotellada.[16]
- Caputxa: Es diu de la nuvolada en forma de còfia que a vegades se situa al cim de les muntanyes altes.[17]
- Castell: S'anomena així a una acumulació de núvols[18]
- Cella: Es diu del núvol prim i allargassat que se situa sobre un punt[19]
- Llisó: Es diu del núvol petit que hi ha després d'un nuvolat.[20]
- Plujós: Dit dels núvols que porten pluja.[21]

Albert Manent publicà (algunes pòstumament) diverses monografies intitulades "Els noms populars dels núvols, boires i vents de + [el nom d'una comarca o regió catalana]". Hi ha volums dedicats al Vallès Occidental, Vallès Oriental, el Maresme, el Penedès (Alt i Baix Penedès i Garraf), la Ribera d'Ebre i Terra Alta, el Camp de Tarragona i Priorat, les Garrigues, la Selva, l'Urgell, la Conca de Barberà, el Barcelonès i Solsonès, el Baix Ebre i Baix Llobregat, el Baix Empordà.